# 積極行動主義
積極行動主義（せっきょくこうどうしゅぎ、アクティビズム、アクティヴィズム、英: activism）は、行動主義のひとつであり、社会的・政治的変化をもたらすために特定の思想に基づいて意図的な行動をすること。

## 概要
Activism（積極行動主義）とactivist（活動家）の語が政治的な意味で最初に用いられたのは1916年ベルギーのフラマン人民族主義に関するプレスにおいてで、その後抗議・反対の活動を指すのに"Activism"という語がしばしば使われる様になったが、行動主義はあらゆる政治的方針から生じ、幅広い手段を取った。それは多くの新聞や政治家へ手紙を書くことから、選挙活動、経済活動（ボイコットや事業の優先）、集会や行進、ゲリラ戦術まですることがある。
より対立的なケースでは活動家は一部から自由の闘士と呼ばれる一方、他からはテロリストと、支持するかどうかによって呼ばれる。
ロー対ウェイド事件以降、またはそれ以前から、アメリカ合衆国では"activist"の語が立法よりも司法で社会悪を直そうとする裁判官への侮蔑語として使われた。そのため多くの保守主義の政治家は法例審査の伝統的な境界の外での活動を主張する彼らを「積極行動主義者の裁判官」とみなして力を封じようと努めた。
自由主義者の中には司法の積極行動主義は長年の合衆国の合法的な伝統であると主張し、それに対し他方で司法の積極行動主義は保守的とみなされる裁判官の間で同じ位かもっと流行していると反論がある。
過激派やアクティビズムとまではいえない学生らを中心とした政治的活動が、学生アクティビズムと呼ばれている。

## 日本の積極行動を掲げる思想運動

### 近世・近代
- 陽明学
- 尊皇攘夷
- 倒幕運動
- 自由民権運動
- 無政府主義
- 共産主義
- 反共主義
- 日蓮主義
- 皇道派
- 大アジア主義

### 現代
- 新左翼
  - ゲバルト
  - トロツキズム
  - 毛沢東思想
  - 窮民革命論
  - 反日亡国論
  - 国際根拠地論

- 街宣右翼
- 新右翼
- 行動する保守

- 脱原発
- エコテロリズム

## 関連文献
- 北原恵『アート・アクティヴィズム』インパクト出版会、1999年。
- 佐藤博昭『戦うビデオカメラ アクティビズムから映像教育まで』フィルムアート社、2008年。
- マリヤ・アリョーヒナ『プッシー・ライオットの革命』DU BOOKS、2018年。